# Ruelle Sourdis
La ruelle Sourdis est une voie du 3e arrondissement de Paris, en France.

## Situation et accès
La ruelle Sourdis est une voie privée située dans le 3e arrondissement de Paris. Elle débute au 3, rue Charlot et se termine au 15, rue Pastourelle. Cette voie présente la particularité d'avoir conservé son pavement initial avec ses pavés inégaux, sa rigole centrale et ses bornes en pierre pour protéger les passants en absence de trottoirs.

Quelques vues de cette ruelle
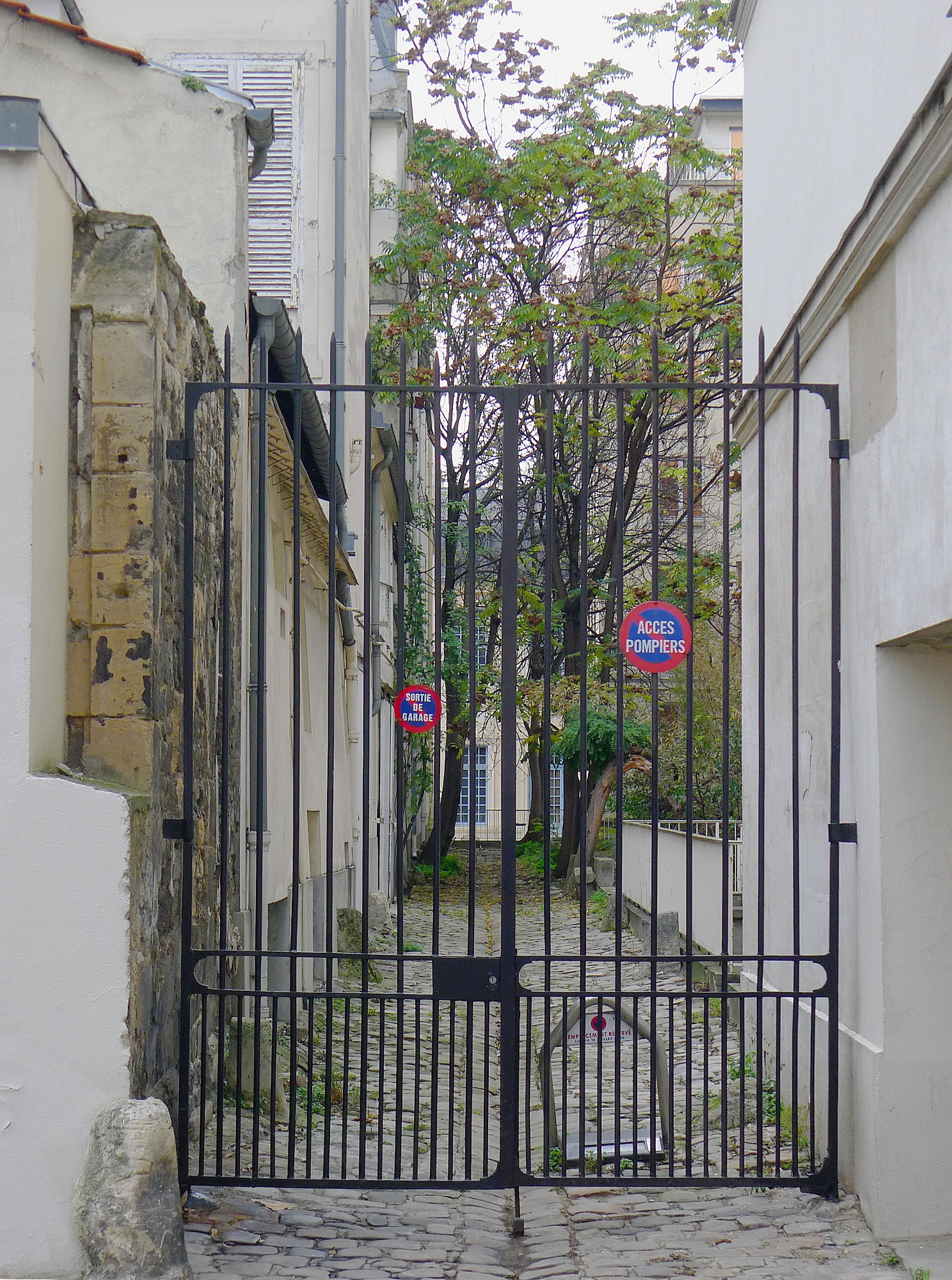
Une voie privée ; ici entrée côté rue Charlot.
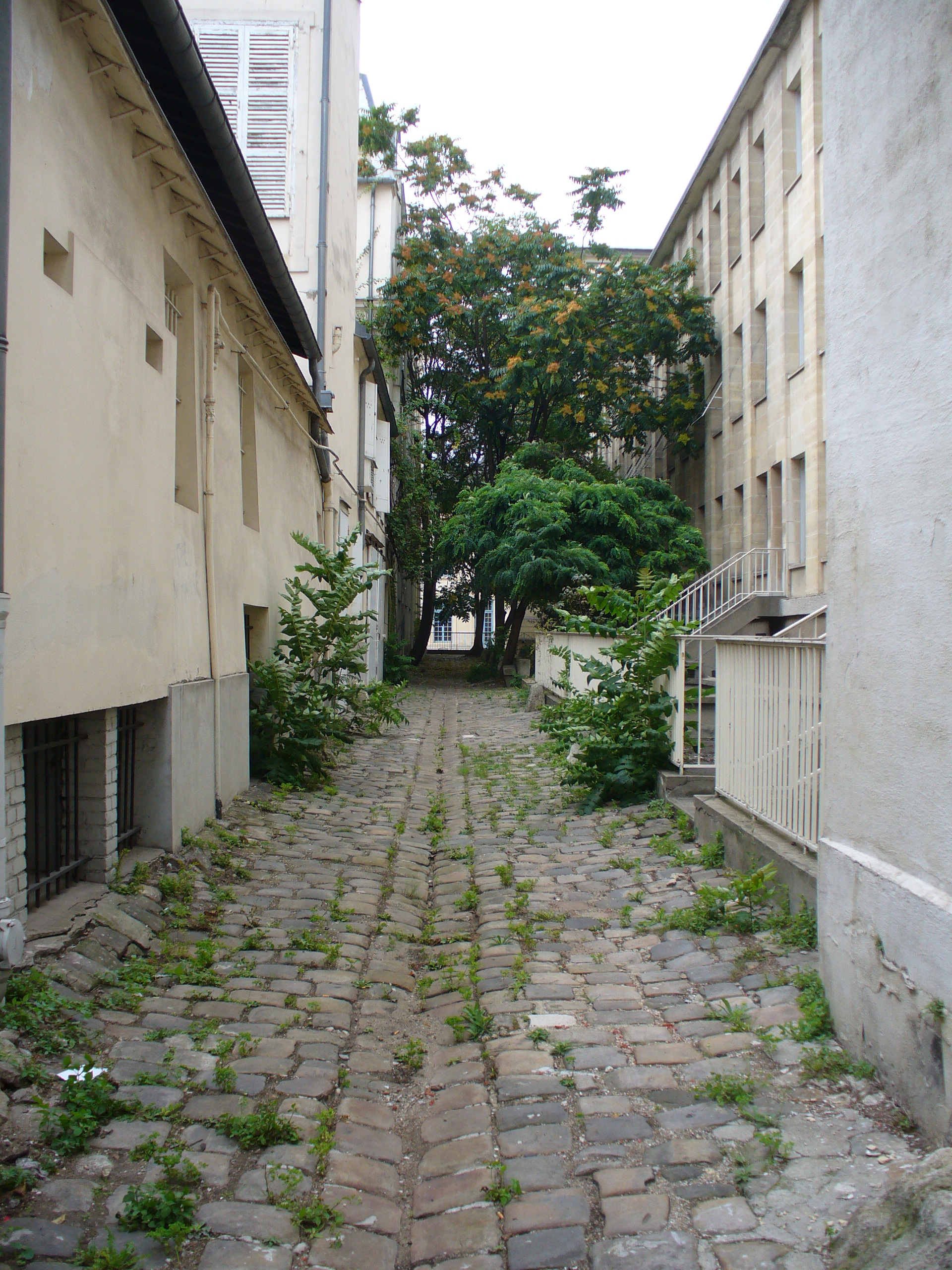
Intérieur de la ruelle.
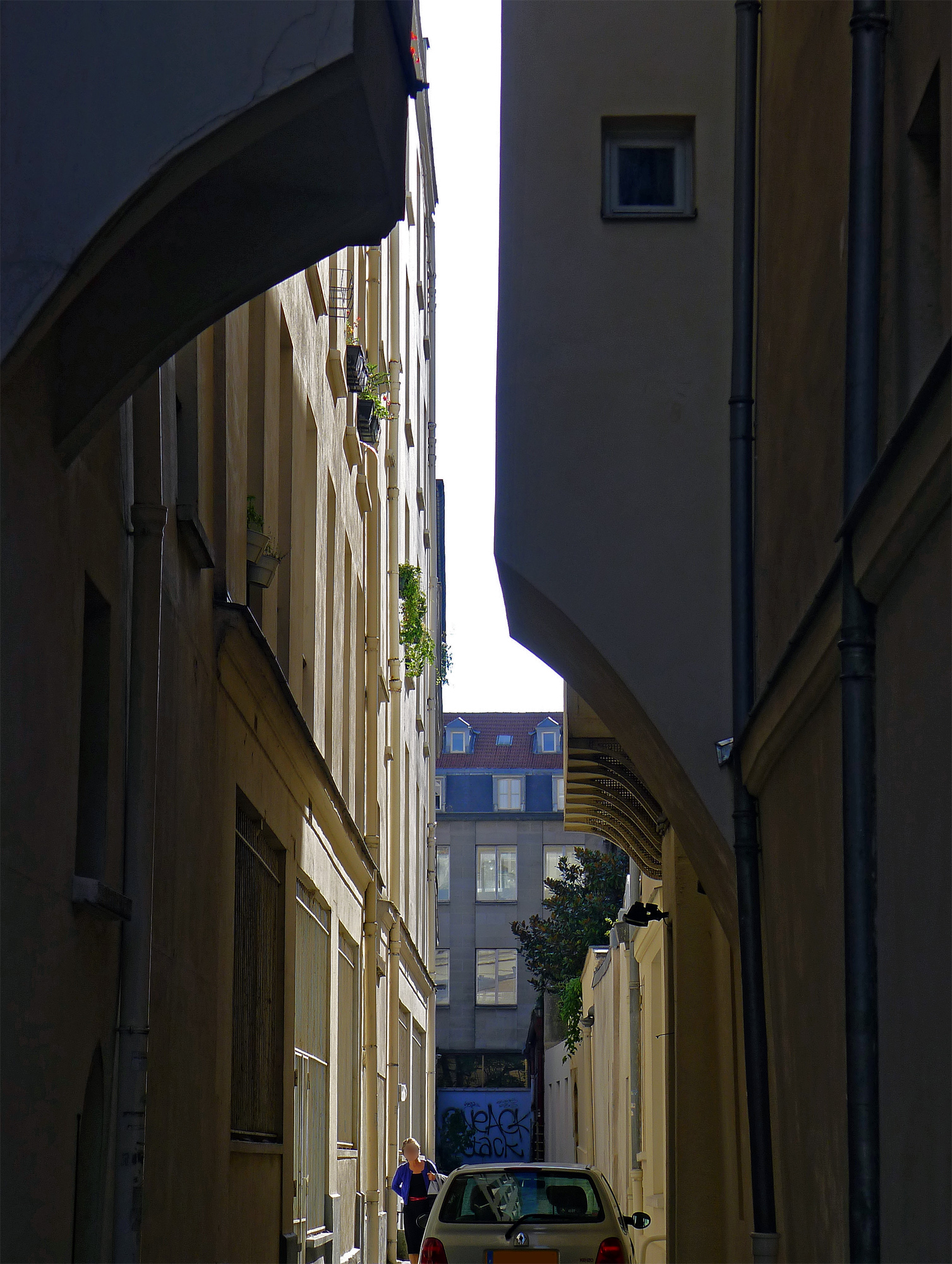
Ruelle vue depuis la rue Pastourelle ;  présence de maisons en surplomb.

## Origine du nom
Elle porte ce nom car elle longeait l'ancien hôtel de Sourdis.

## Historique
Cette voie existait déjà en 1652, date à laquelle elle figure sur le plan de Gomboust. Elle s’est appelée successivement « ruelle des Coutures-du-Temple », « rue du Maine » et « cul-de-sac qui conduit au couvent des Capucins ».

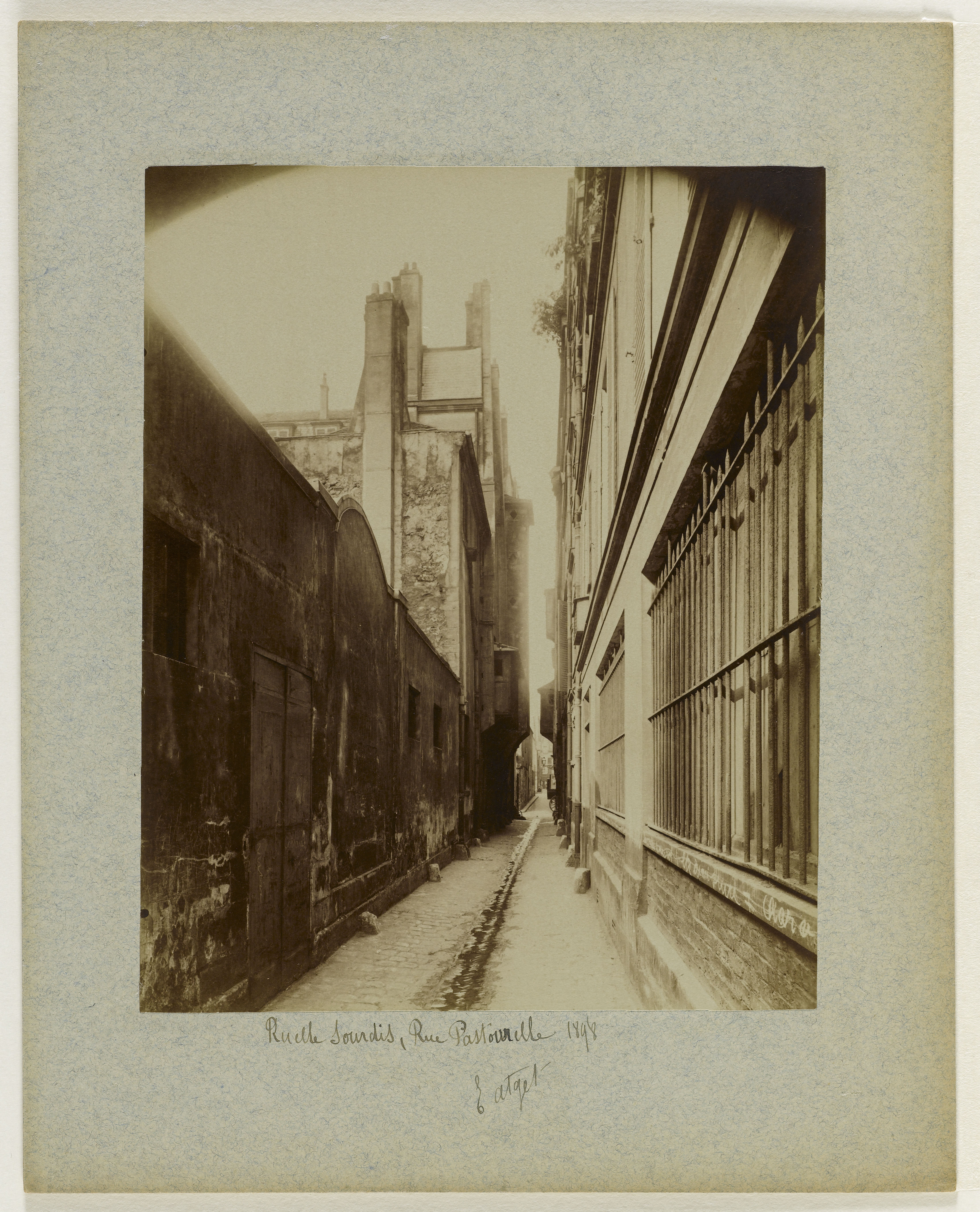
Vue de la ruelle en 1898 (photographie d'Eugène Atget)
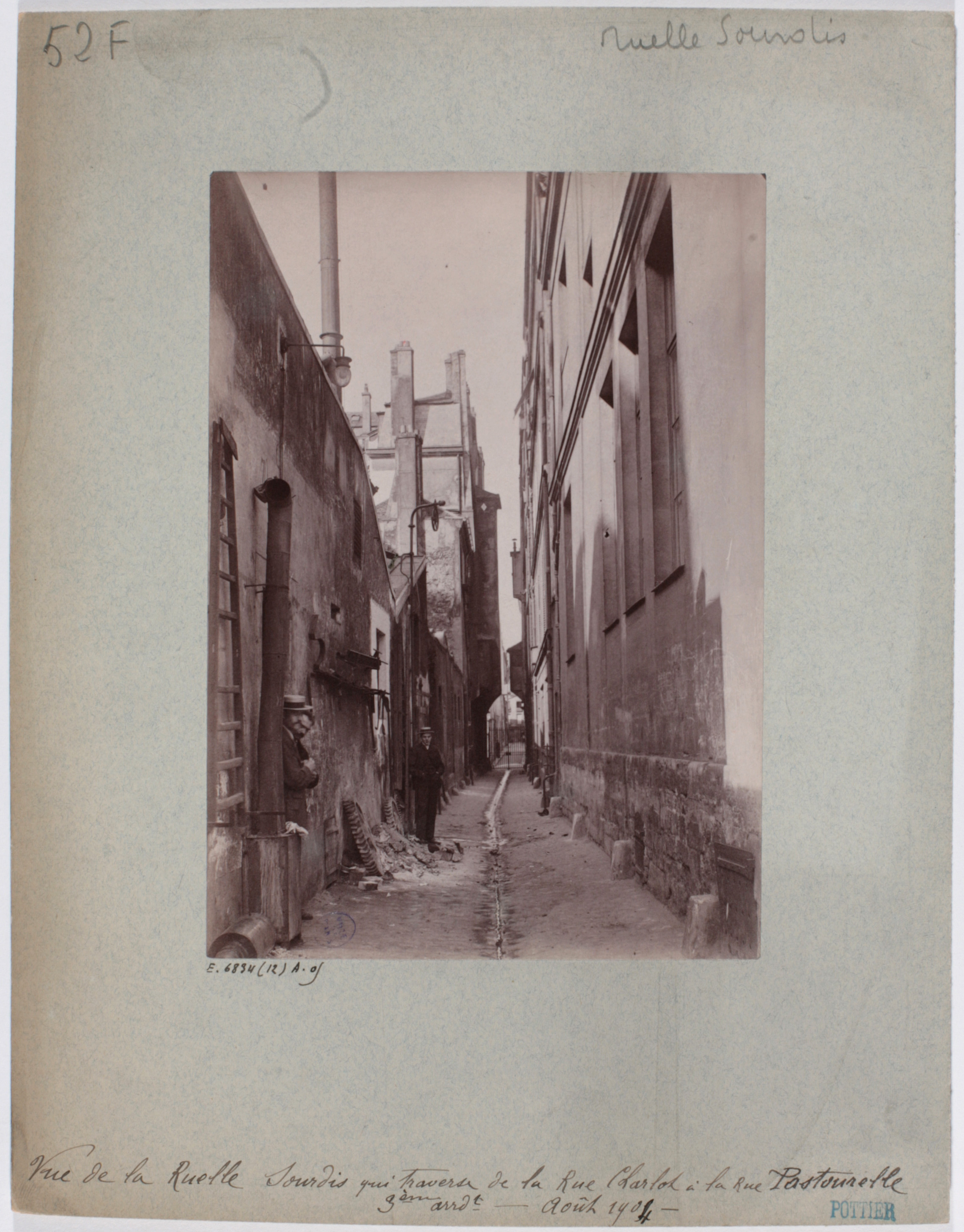
Vue de la ruelle en 1904 (photographie d'Emmanuel Pottier)
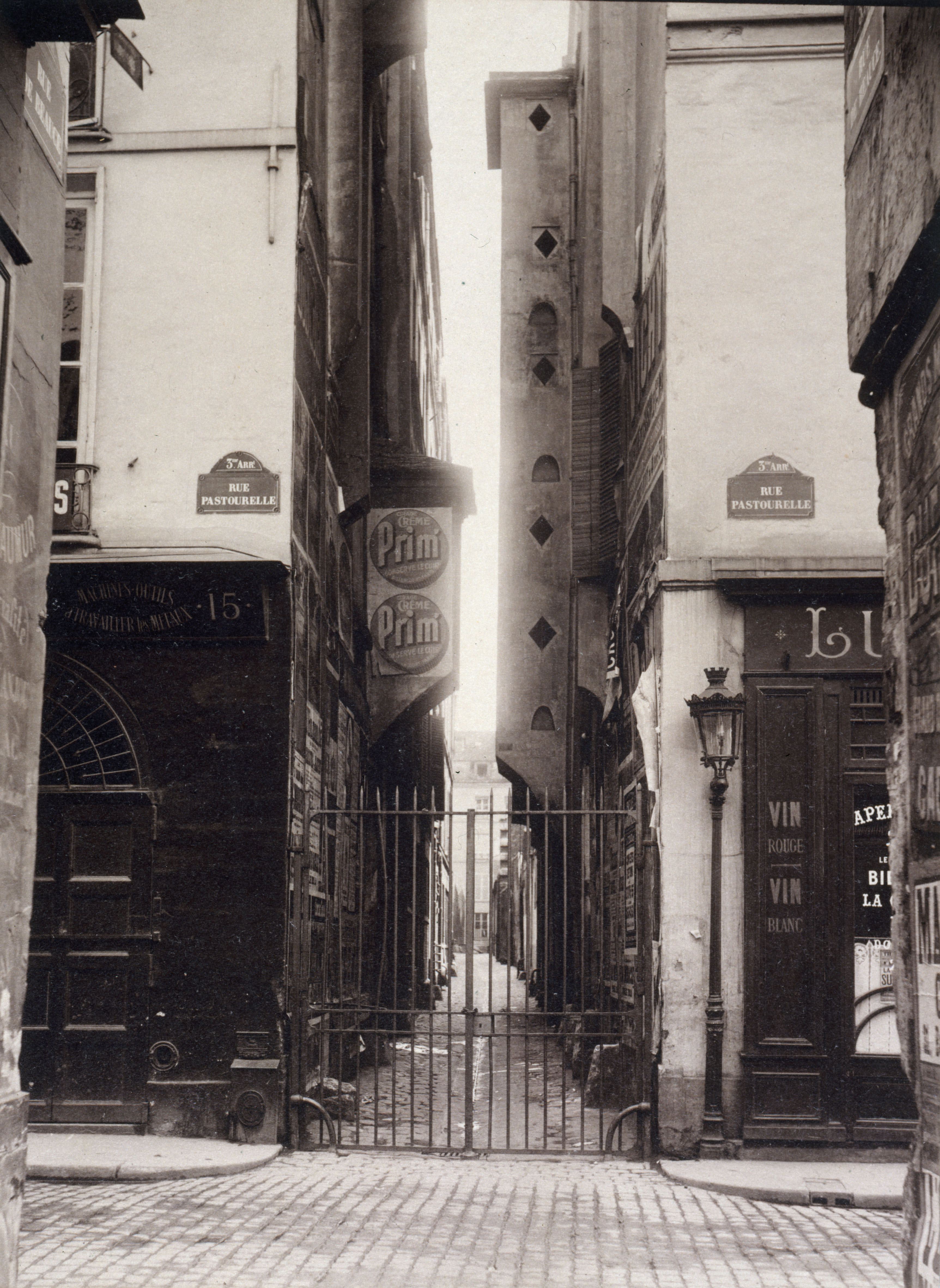
Depuis la rue Pastourelle au début du XXe siècle.
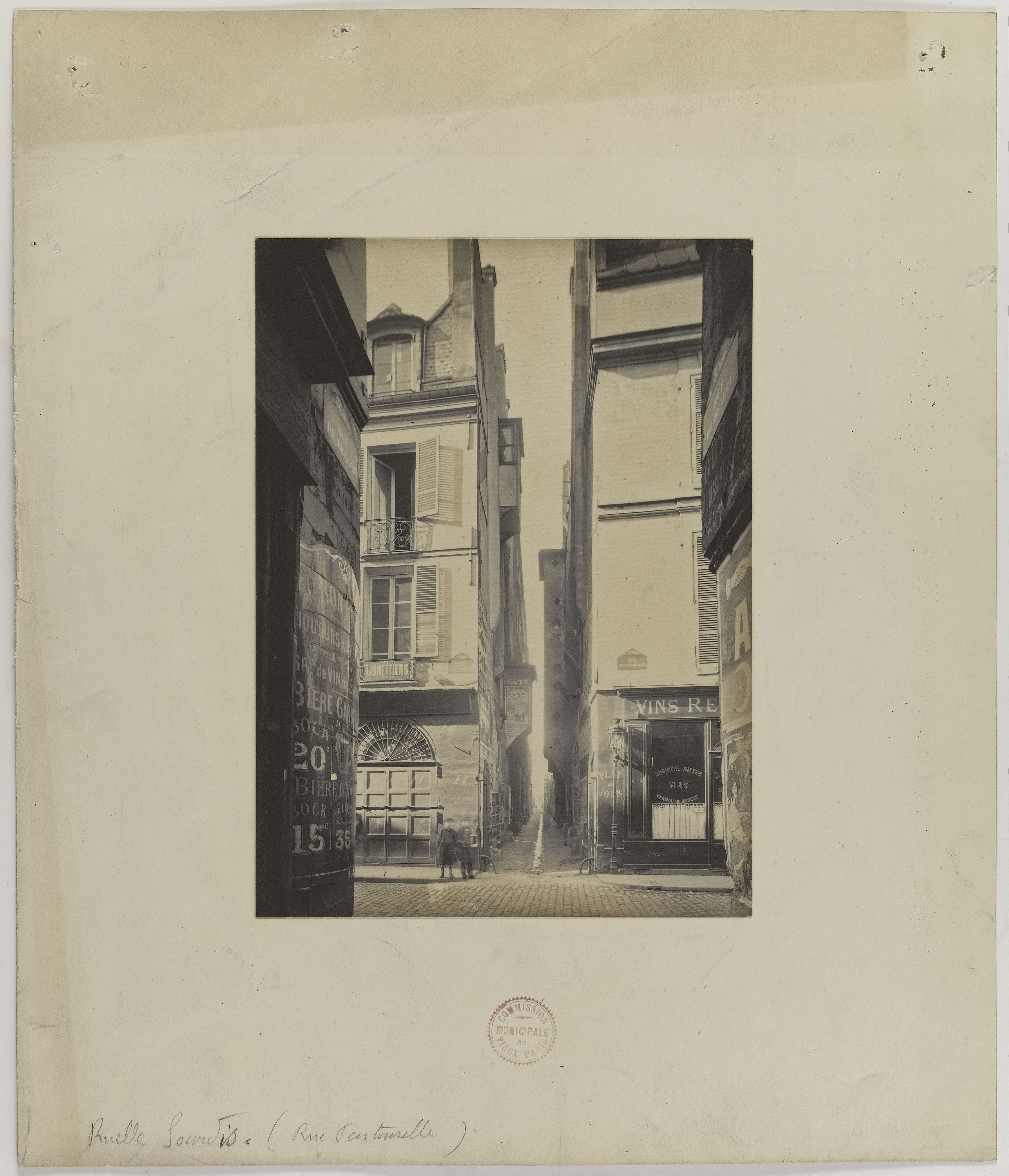
Depuis la rue Pastourelle en 1906, grille ouverte.
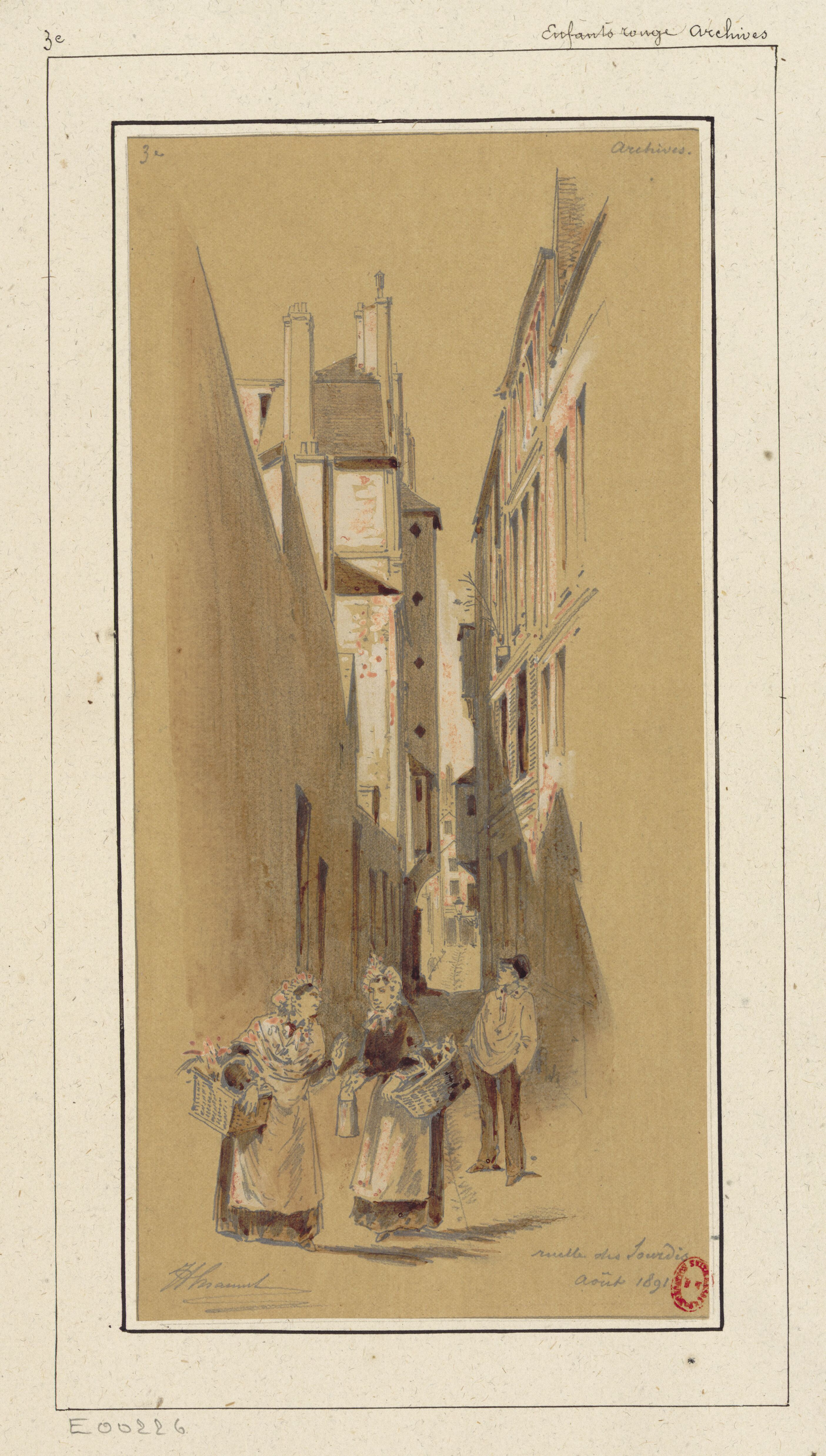
Dessin de Jules-Adolphe Chauvet, 1891.
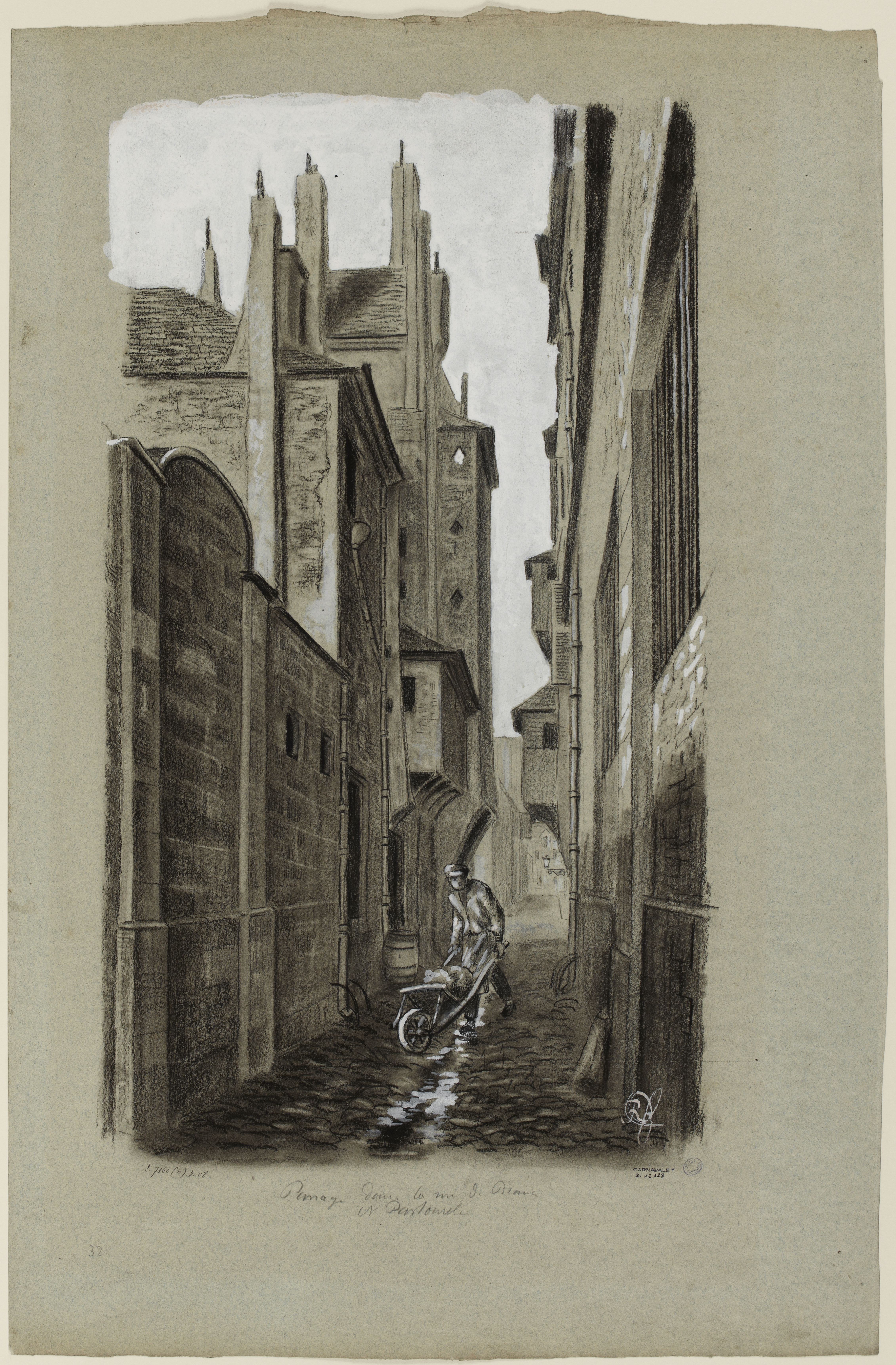
Dessin de Robert Frémont, vers 1895-1905.